# Radice aerea

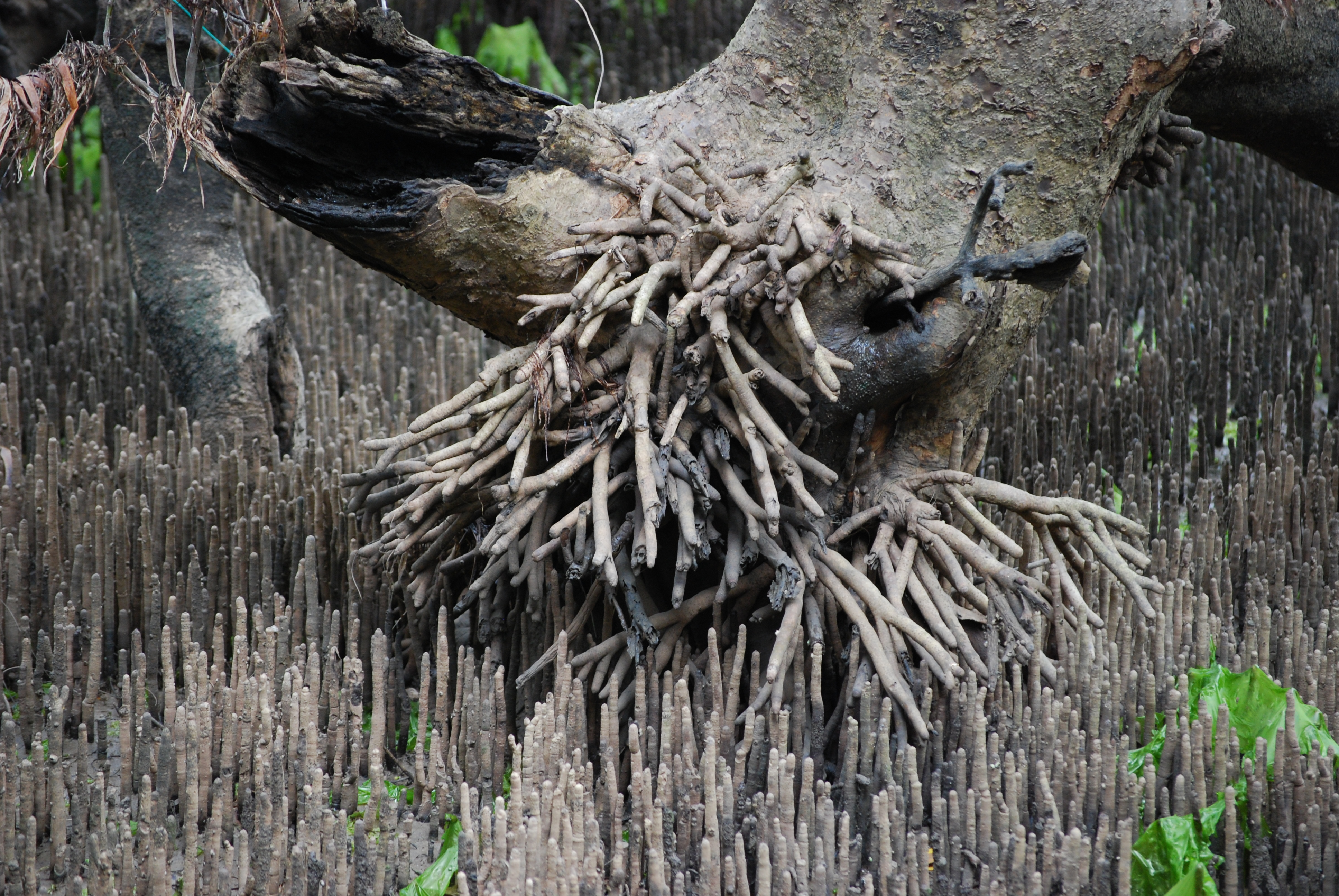
Radici aeree di Avicennia marina, mangrovia originaria delle coste orientali dell'Africa.

Per radici aeree, o “radici volanti”, si intende il comportamento degli organi radicali di una pianta di svilupparsi al di fuori dal terreno crescendo in altezza e non in profondità. Radici di questo genere sono comuni ad alcune specie di piante tropicali o comunque di piante che vivono in habitat particolarmente umidi. Le radici aeree assorbono acqua ed ossigeno dall'ambiente circostante senza la necessità di crescere in profondità per raggiungere fonti di acqua più abbondanti. Un esempio di piante con radici aeree sono le specie della famiglia delle orchidee, piante che sono appunto originarie delle zone tropicali e sub-tropicali del globo.

## Tipi di radici aeree

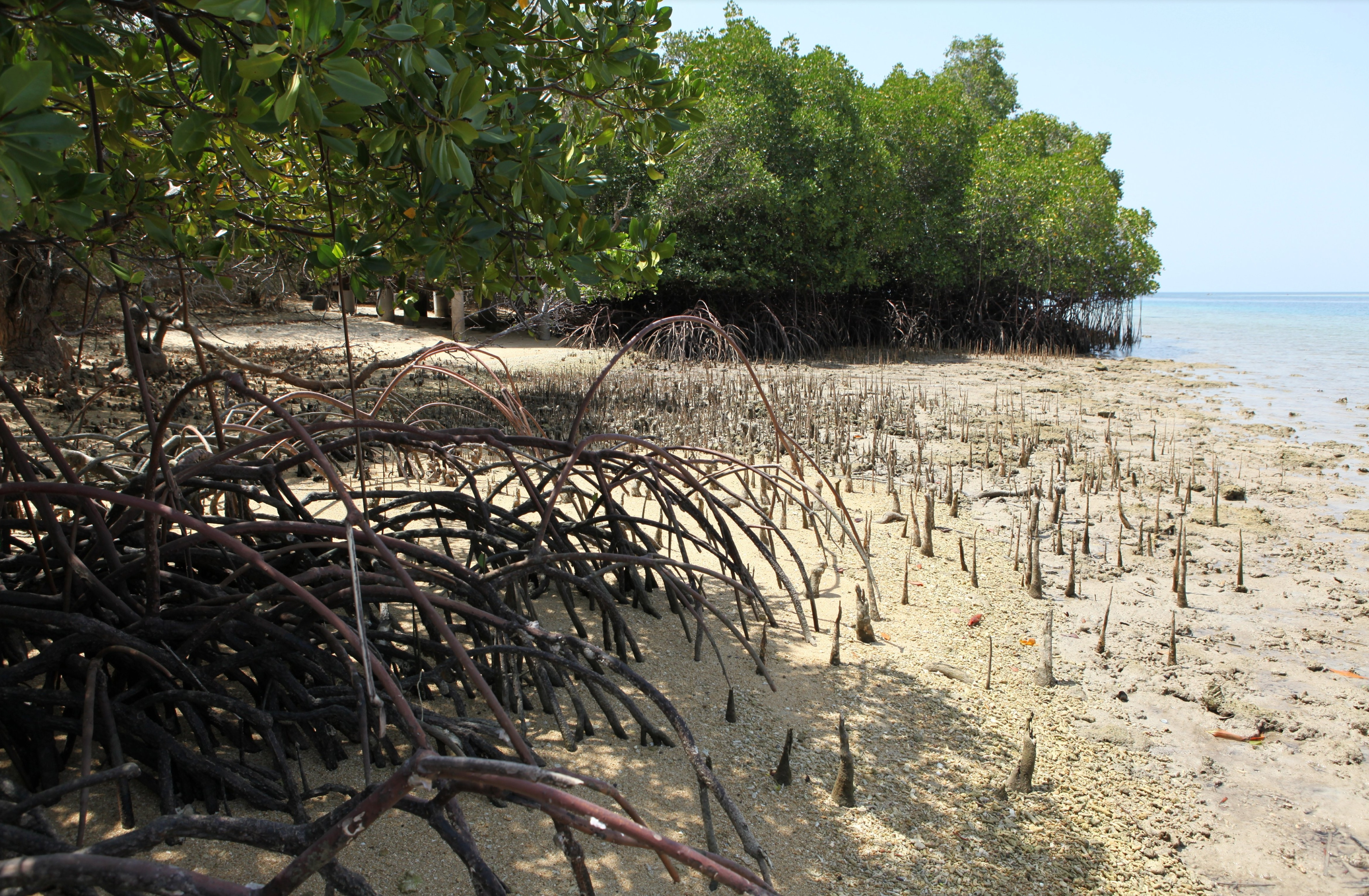
Radici aeree pneumatofore di una mangrovia sulle rive del parco nazionale dell'isola di Bali in Indonesia.

Le radici aeree si classificano in base alla loro funzione che non sempre si limita a quella trofica:
- Radici aeree di supporto: servono alla pianta come sostegno esplicando la loro capacità di aderire ai vari substrati (rocce, pareti, fusti di alberi) per veicolare in genere un accrescimento verticale. Un esempio è quello dell'edera, pianta rampicante della famiglia delle Araliaceae[7][8].
- Radici aeree di propagazione (stoloni): vengono definite impropriamente "radici" nonostante siano rami laterali specializzati. Sono caratteristiche di piccole piante e crescono generalmente parallele al terreno. Hanno significato riproduttivo: lo stolone può presentare una gemma da cui si originerà un secondo individuo clone del primo. Un esempio è quello delle piante del genere fragaria (fragole) e del genere Chlorophytum (falangio)[9][10].
- Radici aeree pneumatofore: radici aeree specializzate in grado di assorbire ossigeno dall'ambiente epigeo. Sono caratteristiche di substrati eccessivamente ricchi di acqua, come spiagge o paludi (radici pneumatofore sono caratteristiche di molte specie di piante acquatiche)[11].